# Ochyrocera ritxoco
Espèce
Ochyrocera ritxoco est une espèce d'araignées aranéomorphes de la famille des Ochyroceratidae.

## Distribution
Cette espèce est endémique du Pará au Brésil,. Elle se rencontre à Parauapebas dans des grottes de la forêt nationale de Carajás.

## Description
Le mâle holotype mesure 1,1 mm et la femelle paratype 1,15 mm, les mâles mesurent de 1,1 à 1,25 mm et les femelles de 1 à 1,3 mm.

## Publication originale
- Brescovit, Zampaulo & Cizauskas, 2021 : « The first two blind troglobitic spiders of the genus Ochyrocera from caves in Floresta Nacional de Carajás, state of Pará, Brazil (Araneae, Ochyroceratidae). » ZooKeys, no 1031, p. 143-159 (texte intégral).